# Bourse de Nagoya
La Bourse de Nagoya (名古屋証券取引所, Nagoya Shōken Torihikijo) est la seconde place boursière du Japon après la Bourse de Tokyo.
Elle se situe à Nagoya, dans la préfecture d'Aichi.